# 雷姆沙伊德
雷姆沙伊德（德語：Remscheid，德語：[ˈʁɛmʃaɪt] ⓘ）是德国北莱茵-威斯特法伦州杜塞尔多夫行政区范围内的一座非县辖城市。它排在伍珀塔尔和索林根之后，是贝吉舍斯兰地区的第三大城市。
1929年时，雷姆沙伊德居民数量已经超过了10万。他现在是北莱茵-威斯特法伦州内最小的非县辖城市。

## 地理
雷姆沙伊德位于贝吉舍斯兰的北部，鲁尔区南部，坐落于伍珀河的河湾内的高地上。贝吉舍斯兰的前二大城市伍珀塔尔和索林根分别位于雷姆沙伊德的北方和西方。雷姆沙伊德城区南北向纵跨9.4公里，东西向横跨12.4公里。城区中的最高点的海拔为378.86米，最低点为96米。城区中不同位置的温差可达5°C。
由于地处山区，雷姆沙伊德很大程度上受到地形雨的影响，再加之城市周围众多的人工湖，故城区降水量丰富。它是德国冬季降水量最高的城市之一，在极端情况下，它的月降水量可高达100 l/m²。

### 城区划分

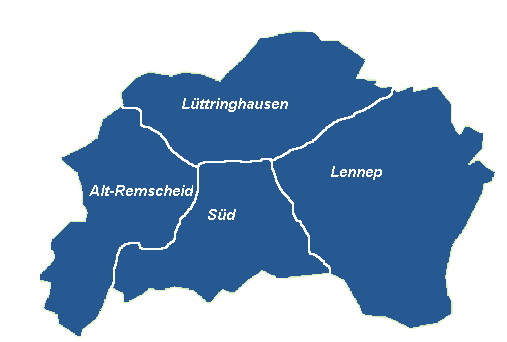
雷姆沙伊德城区划分

现今的雷姆沙伊德城划分为四个城区，它们分别是：老雷姆沙伊德（德語：Alt-Remscheid）、雷姆沙伊德南（德語：Remscheid-Süd）、莱内普（德語：Lennep）以及吕特灵豪森（德語：Lüttringhausen）

## 歷史
雷姆沙伊德早於中世紀時代已有人聚居，但一直都只是小村莊。直至十九世紀，因著魯爾區的發展，雷姆沙伊德逐漸發展成工業城市。於1850年，人口破記錄的逾萬人；而於1933年，則達十萬人口。當時機械和工具製造是雷姆沙伊德兩大經濟支柱。
在二次大戰期間，雷姆沙伊德是英國空軍的空襲目標，全市差不多被夷平。

## 交通

### 道路
- 德國1號高速公路

## 友好城市
- 斯洛伐克 普雷紹夫
- 法國 坎佩爾
- 土耳其 克爾謝希爾

## 圖片

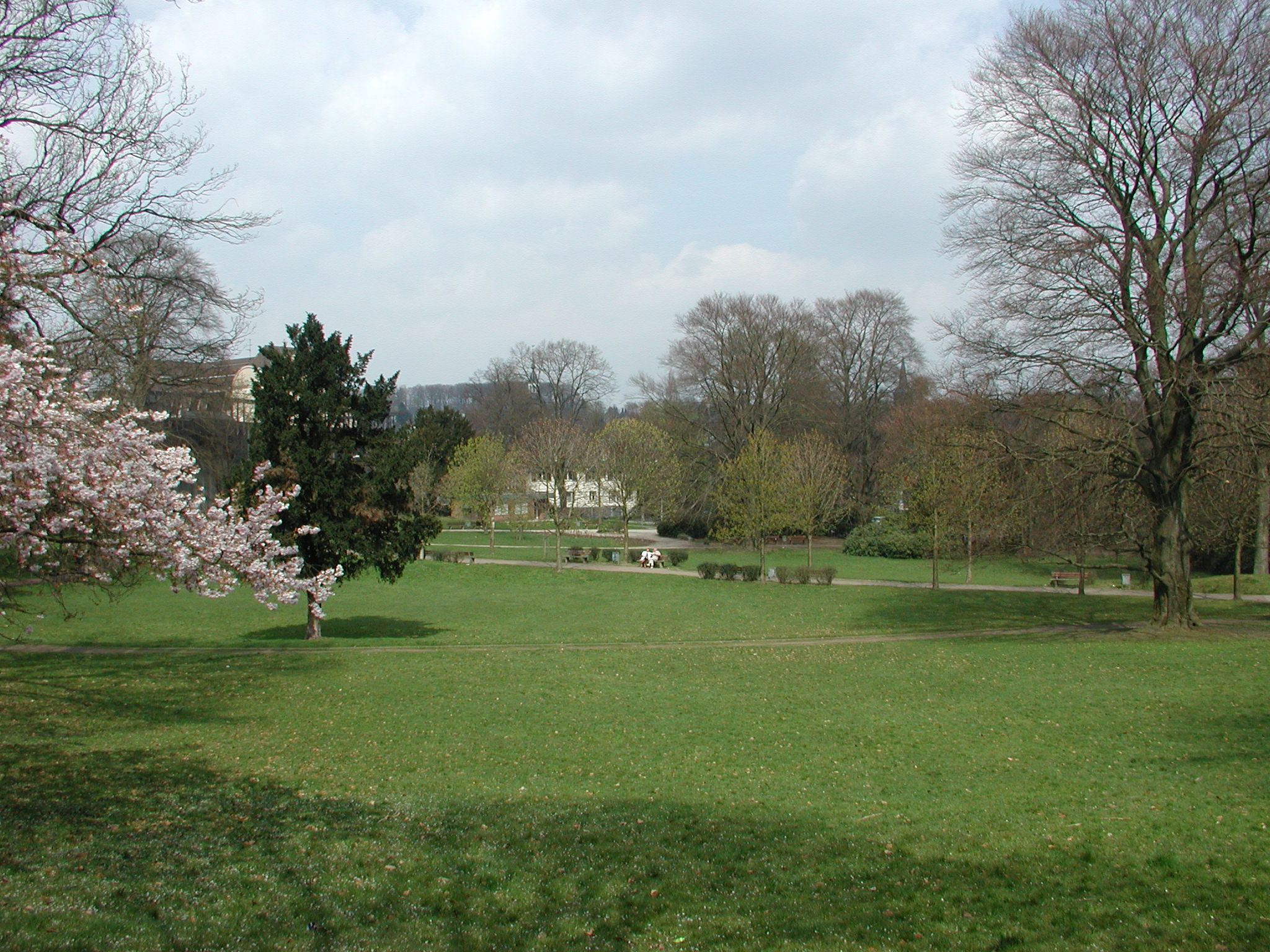
一處公園
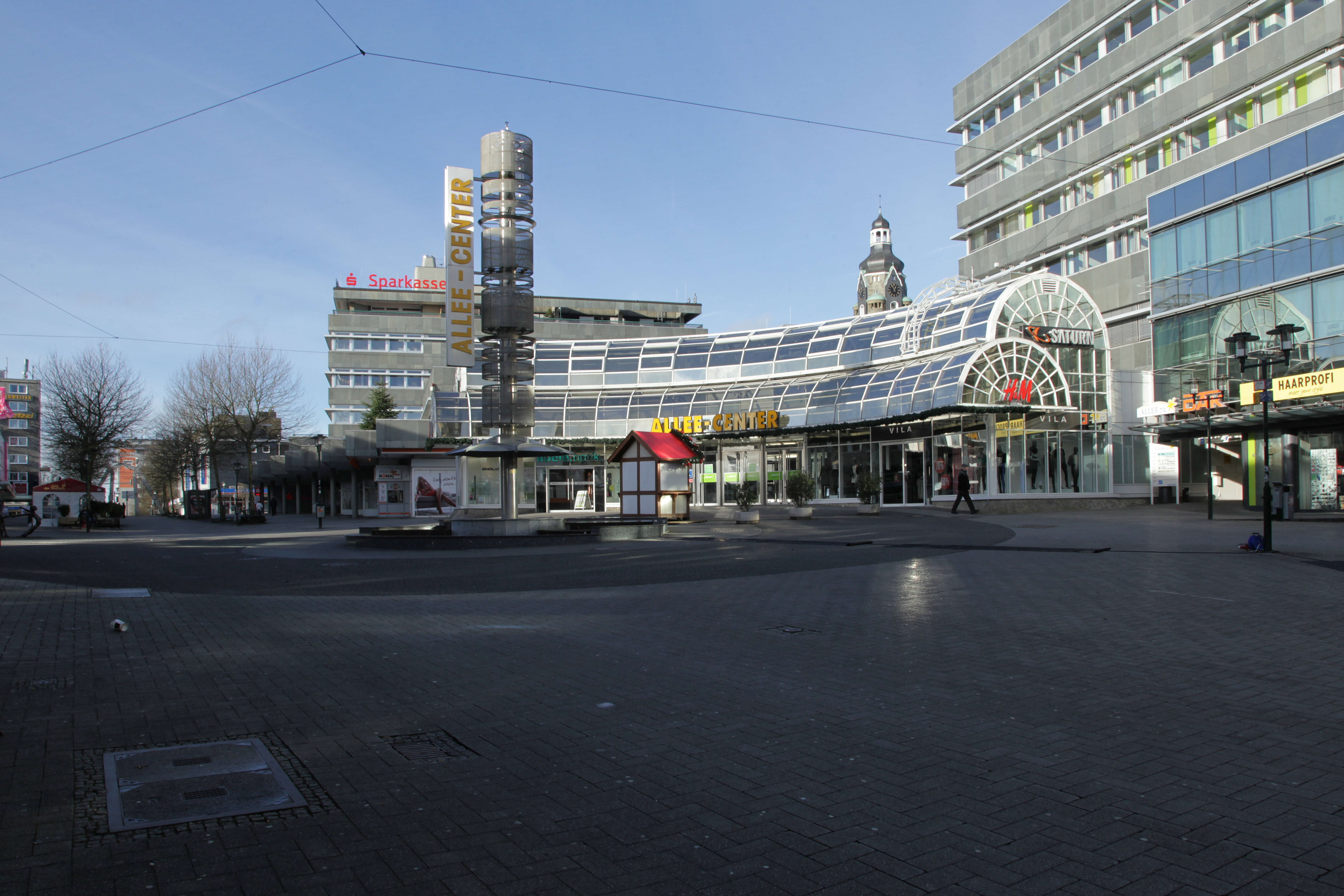
購物中心
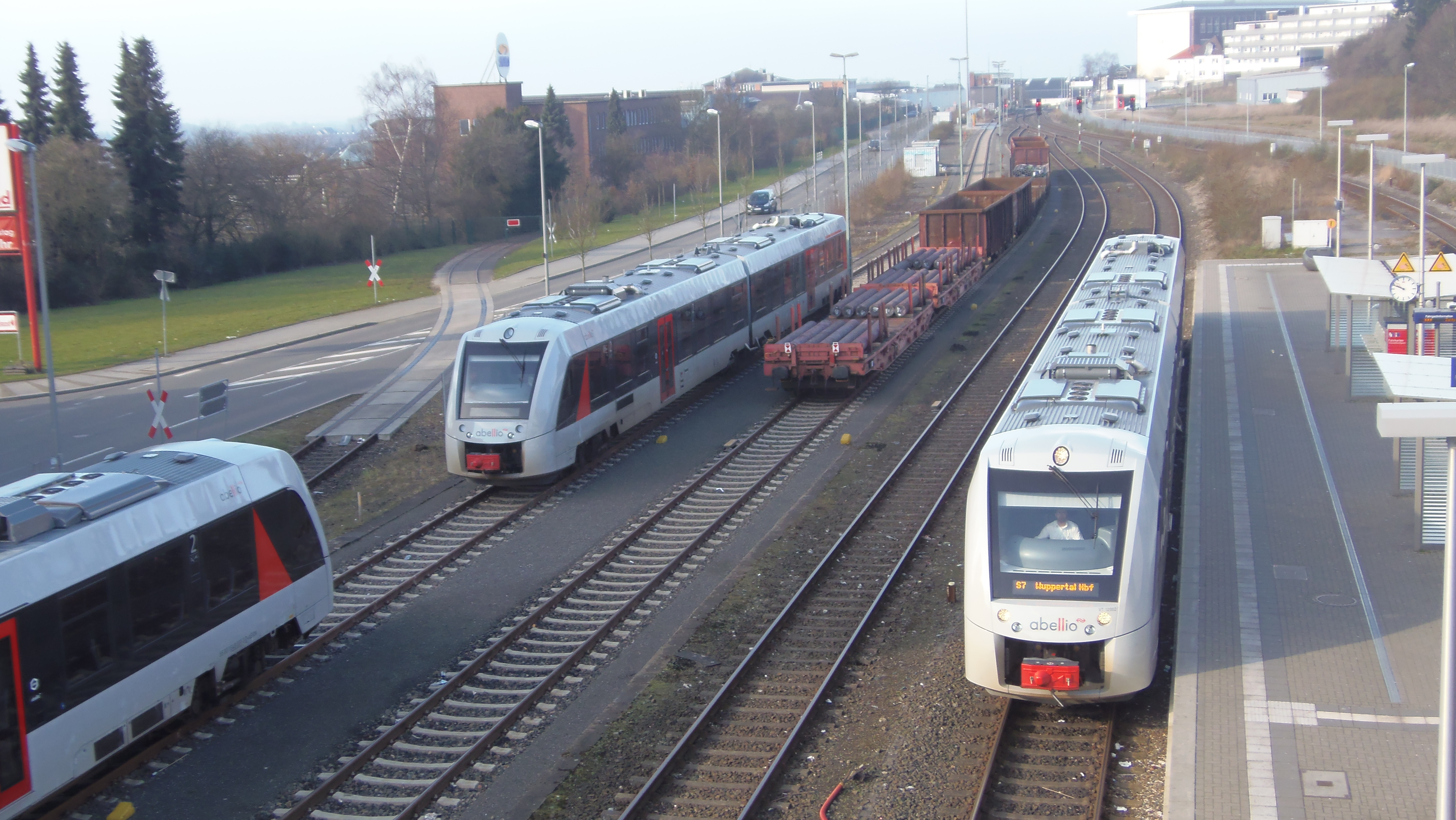
鐵路列車

1. ↑   (PDF).   [2021-09-02]. （原始内容 (PDF)存档于2015-09-23）.Auszug des Deutschen Wetterdienstes